# Звонимир Сердарушић
Звонимир „Нока” Сердарушић (Мостар СФР Југославија, 2. септембар 1950) је бивши југословенски рукометни репрезентативац и рукометни тренер.
Рукометну каријеру је почео у Вележу из Мостара, наставио у Босни из Сарајева, а највише и најбоље је играо у бјеловарском Партизану, с којим је 5 пута био првак државе. Играо је и у немачком Килу годину дана, и три године у Берлину. Био је репрезентативац Југославије 72 пута, једном и члан селекције света. Освојио је бронзану медаљу на Светском првенству 1974.
Као рукометни тренер започео је опет у Вележу, наставио у Механици из Метковића. Затим је био годину дана у немачком Швартбуку, три године у Фленсбургу, а од 1993. до 2008 у Килу. Заједно с Уве Швенкером, подигао је рукометни клуб Кил на врхунски ниво.

## Трофеји (као играч)

### Партизан Бјеловар
- Првенство Југославије (2) : 1976/77, 1978/79.
- Куп Југославије (1) : 1975/76.

## Трофеји (као тренер)

### Кил
- Првенство Немачке (11) : 1993/94, 1994/95, 1995/96, 1997/98, 1998/99, 1999/00, 2001/02, 2004/05, 2005/06, 2006/07, 2007/08.
- Куп Немачке (5) : 1997/98, 1998/99, 1999/00, 2006/07, 2007/08.
- Суперкуп Немачке (4) : 1995, 1998, 2005, 2007.
- ЕХФ Лига шампиона (1) : 2006/07. (финале 1999/00, 2007/08).
- ЕХФ куп (3) : 1997/98, 2001/02, 2003/04.
- Суперкуп Европе (1) : 2007.
- Тренер године у Немачкој (6) : 1996, 1999, 2005, 2006, 2007, 2008.

### Цеље
- Првенство Словеније (1) : 2009/10.
- Куп Словеније (1) : 2009/10.

### Пари Сен Жермен
- Првенство Француске (3) : 2015/16, 2016/17, 2017/18.
- Куп Француске (1) : 2017/18.
- Лига куп Француске (2) : 2016/17, 2017/18.
- Суперкуп Француске (2) : 2015, 2016.
- ЕХФ Лига шампиона : финале 2016/17.